# حبيل حذة (ردفان)

تعديل مصدري - تعديل

حبيل حذة هي إحدى قرى عزلة الحبيلين بمديرية ردفان التابعة لمحافظة لحج، بلغ تعداد سكانها 55 نسمة حسب تعداد اليمن لعام 2004.